# 46 Dywizjon Artylerii Ciężkiej

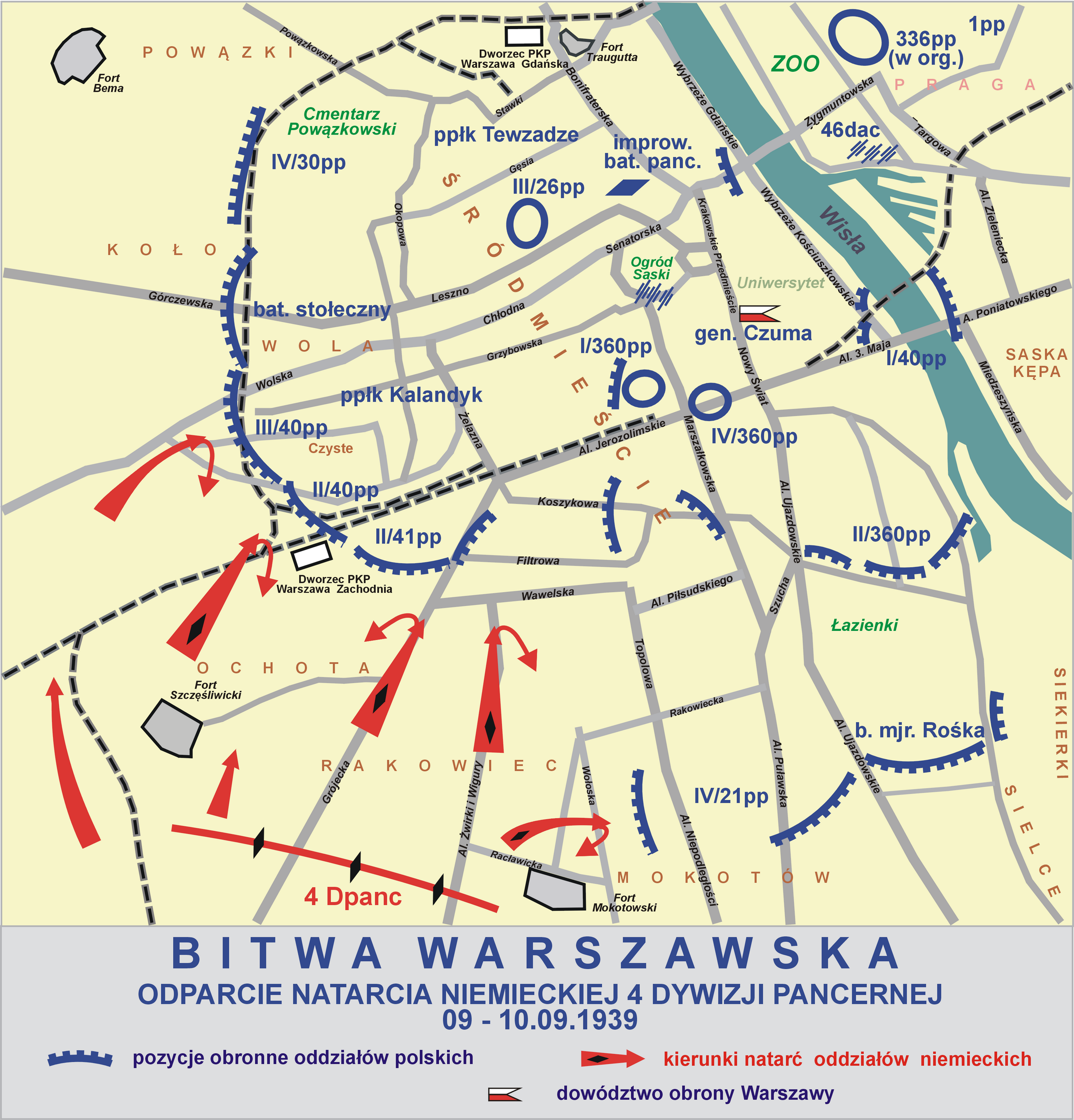

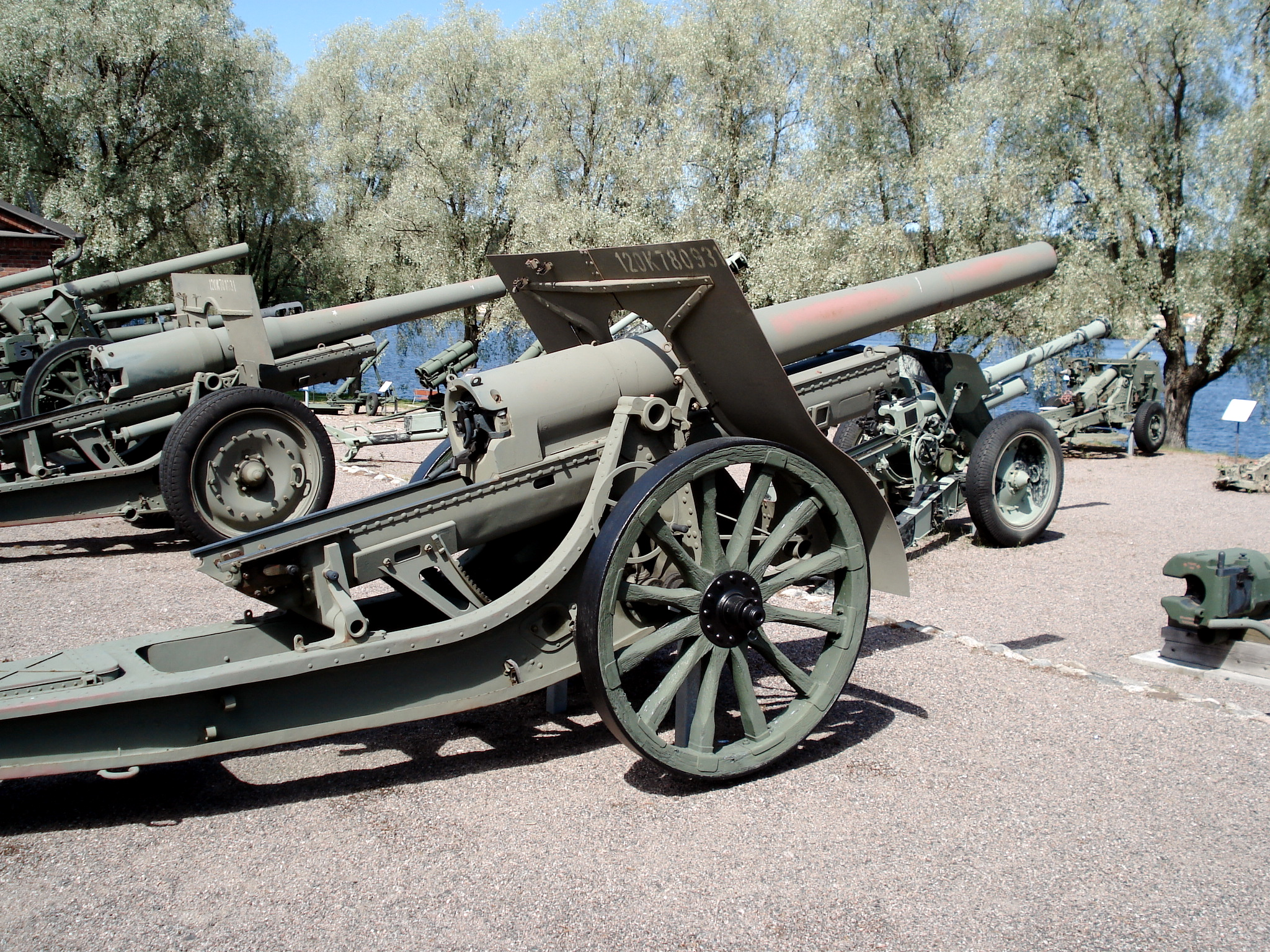
Armata wz. 1878/09/31

46 dywizjon artylerii ciężkiej (46 dac) – pododdział artylerii ciężkiej Wojska Polskiego.
Dywizjon nie występował w organizacji pokojowej wojska. Zmobilizowany przez 1 pułk artylerii ciężkiej w Modlinie.  Dywizjon przeznaczony był do odwodu Naczelnego Wodza.

## 46 dac w kampanii wrześniowej

### Mobilizacja
Został sformowany zgodnie z planem mobilizacyjnym „W”, w I rzucie mobilizacji powszechnej, jako dywizjon artylerii ciężkiej typu I. Jednostką mobilizującą był 1 pułk artylerii ciężkiej z Modlina. Mobilizacja została przeprowadzona w dniach 31 sierpnia – 6 września 1939, w lesie na zachód od wsi Rybitew. Do 3 września zgłosiło się do dywizjonu ok. 90% poborowych i zmobilizowano 100% koni. Pobrano 12 armat kal. 120 mm wz. 78/09/31 oraz 2 jednostki ognia. Większość mobilizowanych żołnierzy pochodziła z Warszawy, Płońska i Modlina. Braki wystąpiły w przyrządach oświetleniowych i topograficznych. Podczas formowania oddziału podjęto specjalne środki bezpieczeństwa. Mobilizację utrudniali niemieccy koloniści. 5 września zatrzymano dywersanta, który wskazywał rakietami miejsce postoju dywizjonu.

### Działania bojowe dywizjonu
6 września dywizjon został włączony w skład GO gen. Zulaufa i otrzymał pierwszy rozkaz bojowy. Nakazywał on zajęcie stanowisk ogniowych w rejonie Stanisławowa (ok. 3 km na północny zachód od wsi Rybitew) z posterunkami obserwacyjnymi w rejonie Nowego Modlina i kierunkiem strzału na północny wschód. 6 września wieczorem rozkazem Naczelnego Wodza, 46 dac został podporządkowany dowódcy obrony Warszawy gen. bryg. W. Czumie. W nocy 6/7 września dywizjon odmaszerował do Warszawy przez Palmiry, Młociny na Żoliborz. Następnie w nocy 7/8 września 46 dac został dyslokowany na Pragę, zajmując stanowiska ogniowe bateriami: 1 bateria  na dziedzińcu koszar 36 pp LA przy ul. 11-Listopada, 2 bateria w Parku Skaryszewskim, 3 bateria w Ogrodzie Zoologicznym, dowództwo dywizjonu w fabryce czekolady E. Wedell.       
8 września 1 bateria została zbombardowana przez lotnictwo niemieckie. 1 bateria ostrzelała Skaryszew prowadząc ogień w/g współrzędnych z mapy. Jeden z działonów 2 baterii został wyznaczony do ognia bezpośredniego przeciw pociągom pancernym, w trakcie domarszu do torów kolejowych został zbombardowany. W wyniku ataku poległa cała prawie obsługa, 2 kanonierów ciężko rannych, 1 uratował się, konie wybite, armata uszkodzona. 9 września 2 i 3 baterie 46 dac ostrzeliwały w/g danych dowództwa artylerii DOW i współrzędnych z mapy niemieckie oddziały 4. DPanc. atakujące Ochotę. 11 września 1 bateria wspierała I batalion 1 pułku piechoty „Obrony Pragi” w walkach obronnych. 2 bateria przeniosła swoje stanowiska w rejon ul. Grochowskiej i ostrzeliwała cele na południowy wschód od Warszawy. Na nowych stanowiskach została zbombardowana, gdzie poległ 1 kanonier, 2 zostało rannych, zginęło ponad 20 koni. Wieczorem powróciła do Parku Skaryszewskiego, dokonano zamian na stanowiskach dowódcy 2 baterii i adiutanta dywizjonu. 12 i 13 września 1 bateria korzystając z punktu obserwacyjnego na cmentarzu bródnowskim prowadziła ostrzał stanowisk i kolumn marszowych niemieckiej piechoty w rejonie Marek. 2 i 3 baterie sporadycznie prowadziły ostrzał. 14 września ostrzeliwały baterie 1 i 3 rejon przedpola Dworca Wschodniego. 15 września 2 bateria ostrzeliwał rejon Kawęczyna, skąd wyszło natarcie niemieckiej piechoty, w trakcie walk atak niemiecki dotarł do ul. Grochowskiej. Podczas kontrataku ranny został dowódca 2 baterii por. M. Gierałtowski. Z uwagi na ograniczoną ilość amunicji kal. 120 mm rozpoczęto, od 16-18 września przezbrajanie 46 dac w haubice kal. 100 mm i haubice kal. 155 mm.      
18 września z powodu nieotrzymania odpowiedniego prochu 2 bateria nie mogła udzielić właściwego wsparcia artyleryjskiego wszystkim odcinkom w sektorze południowo-wschodnim. Tego też dnia 1 bateria została ostrzelana celnym ogniem artylerii niemieckiej, a następne zbombardowana przez bombowce nurkujące, w wyniku czego utraciła jako zniszczone wszystkie armaty, zostało rannych kilku kanonierów. 19 września otrzymała w zamian 2 haubice 155 mm wz. 1917, zmieniono stanowiska na nowe przy Wybrzeżu Gdańskim. W następnych dniach baterie 1 i 3 prowadziły ostrzał w kierunku Tarchomina i Radzymina. 25 września artyleria niemiecka zniszczyła punkty obserwacyjne 1 i 2 baterii, poległ por. Plewa-Plewiński. Baterie prowadziły ogień przez cały okres walk w Warszawie, wystrzeliwując ostatnie pociski 27 września rano. Jakie i ile dział miał posiadać 46 dac po 16-18 września są sprzeczne wymienia się w/w haubice 100 mm wz. 14/19, 155 mm wz. 17 oraz armaty 75 mm wz.1897 i nadal 120 mm wz.78/09/31. Wieczorem 27 września 46 dac przemaszerował do Cytadeli, gdzie uszkodzono posiadane działa i broń strzelecką, rozdano żywność. W następnych dniach dywizjon poszedł do niewoli.

## Obsada personalna
dowódca — kpt. Stanisław Kozłowski
- adiutant dywizjonu— por. rez. Jan Sowa (do 11 IX 1939), por. rez. Wacław Ostaszewski[4]
- oficer płatnik — ppor. rez. mgr Władysław Jarczyk
- dowódca kolumny amunicyjnej — por. rez. Mieczysław Wassowicz
- dowódca 1 baterii — por. Antoni Kulikowski
  - oficer ogniowy — ppor. rez. Kazimierz Tylia
- dowódca 2 baterii — por. rez. Wacław Ostaszewski (do 11 IX 1939), por. Marian Gierałtowski[4](do 15 IX 1939), por. Józef Plewa-Plewiński[4](do+ 25 IX 1939)[3]
  - oficer ogniowy — por. Marian Gierałtowski (do 11 IX 1939), por. rez. Jan Sowa[4]
- dowódca 3 baterii — por. Stanisław Zelkowski